# あなたと夜と音楽と (曲)
あなたと夜と音楽と（ユー・アンド・ザ・ナイト・アンド・ザ・ミュージック、英語: You and the Night and the Music）は、ハワード・ディーツ作詞、アーサー・シュワルツ作曲によるジャズ・スタンダード。

## 概要
1934年のミュージカル『リベンジ・ウィズ・ミュージック』のために書き下ろされた楽曲で、主役を務めたリビー・ホルマンが歌った。『リベンジ・ウィズ・ミュージック』はそれまでのレヴュー形式のミュージカルではなく、全編を通じて一貫したストーリーが進行する「ブック・ミュージカル」として最初のミュージカルとされる。また、1953年のフレッド・アステア主演映画『バンド・ワゴン』でも使用された。
ピアノ・トリオなどによる器楽演奏だけでは、美しくも哀愁を漂わせるメロディであるが、歌詞の内容は「夜、音楽が流れる場所で、あなたが私の傍にいてくれれば、2人の恋は燃え上がることだろう」という直接的な情熱の歌であり、歌詞と曲を合わせることで印象が変わってくる。

## 代表的な演奏
- 『アラウンド・ミッドナイト（英語版）』（ジュリー・ロンドン、1960年) - スウィングアレンジなビッグバンドの演奏でジュリー・ロンドンが気怠そうに歌うのが夜の大人の世界をかもしだす[1]。
- 『インタープレイ（英語版）』（ビル・エヴァンス、1962年） - エヴァンスのソロは無論のこと、フレディ・ハバード、フィリー・ジョー・ジョーンズ、ジム・ホールらのソロも熱く、ギターをホーンのように扱うアレンジも特徴的[1]。
- 『あなたと夜と音楽と〜アナザー・スタンダード』（ボブ・バーグ、1997年） - 転調したメロディを挟み込む、テンポを急速にするといった「新しい」曲に仕上げているほか、アドリブの気合も入っている[1]。
- 『Pointless Nostalgic（英語版）』（ジェイミー・カラム、2002年） - ジェイミー・カラムのメジャーデビューアルバムの1曲目であり、若々しく粗削りではあるが、ロック世代によるパワーが漲る[2]。